# Christian Bitz
Christian Bitz (født 12. juli 1977 i København) er en dansk ernæringsekspert, forfatter, debattør og tidligere fotomodel.
Bitz er uddannet cand.scient. i human ernæring fra Københavns Universitet (dengang Den Kongelige Veterinær- og Landbohøjskole) i 2004 og blev bl.a. kendt i den brede offentlighed for sin medvirken i tv-programmet Go'morgen Danmark på TV 2. Han er ligeledes en populær foredragsholder og medlem af regeringens advisory board.[kilde mangler] Han har desuden været fast klummeskribent i Berlingske og I form og har udgivet 13 bøger om ernæring og sundhed. Han arbejder til daglig som konsulent på Bispebjerg Hospital og er desuden ambassadør for Røde Kors.
I 2010 modtog han Jordbærprisen, og i 2011 prisen Årets Innovatør.
I 2014 blev han vært på madmagasinet Bitz & Frisk sammen med Mette Frisk. Sammen var de nomineret til "Akademisk madformidling", der uddeles af mad+medier.
Han var tidligere gift med stylist Christine Sonne-Schmidt, og sammen har de to døtre.

## Sag om kopiering
I 2016 anklagede keramiker Kasper Würtz fra K.H. Würtz, Christian Bitz for at have kopieret dele af sit håndlavede spisestel. Christian Bitz og grossisten F&H Group A/S blev først frikendt i Sø-og Handelsretten, og ved anken dømt i Sø- og Handelsretten for med fire konkrete produkter at have 'tilstræbt at efterligne Würtz’ værker’. Landsretten stadfæstede i maj 2021 dommen og Sø- og Handelsretten afgjorde i januar 2023, at Christian Bitz skulle betale DKK 1 million til Kasper Würtz, udmålt efter hvad rettighederne skønsmæssigt ville have kostet.